# هوانگ اوک-سیل
هوانگ اوک-سیل (انگلیسی: Hwang Ok-sil؛ زادهٔ ۲۵ مارس ۱۹۷۲) اسکیت‌باز سرعت اهل کره شمالی است.